# Tomboló

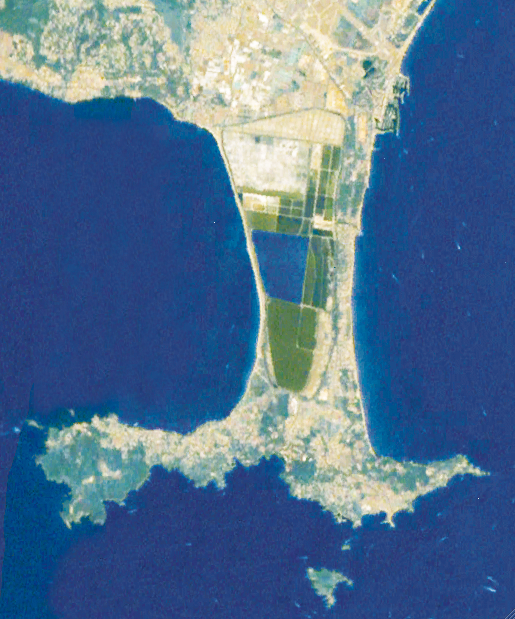
A Giens-félsziget

A tomboló a turzások egy speciális fajtája; egy változó szélességű földnyelv, amely a szárazföld, és egy, a szárazföldtől nem nagy távolságban elhelyezkedő sziget vagy pedig két (esetleg több) sziget között jön létre a hullámzás üledékszállító kapacitásának lecsökkenése következtében. (A szó  az olasz tombolo magyar megfelelője, latinul: tumulus.)

## Kialakulási mechanizmusa
A jelenséget a hullámok megtörése (refrakciója) okozza. Az uralkodó szélirány a nyílt vízen többé-kevésbé stabil hullámzási irányt hoz létre, amely partközelben egyúttal üledéket is szállíthat. (Ez a leggyakrabban egy part menti üledékszállítást jelent.) Az akadályt képző sziget és a sekélyebb víz miatt a hullámok viszont refrakciót szenvednek, így részben bekanyarodnak az akadály mögé. A sziget és a szárazföld közötti szorosban a sekélyebb vízben a hullámzás csendesebb, így a vízmozgás anyagmozgató képessége kisebb a nyílt vízfelületek anyagmozgató képességénél, tehát a szállított hordalék egy része lerakódik. A bekövetkező vízmélység-csökkenés tovább erősítheti az üledéklerakást.  A csendesebb vizeken megindul a környező partokról származó abráziós törmelék felhalmozódása. A sziget és a szárazföld között két turzásnyelv kezd fejlődni, amelyek megváltoztatják a parti áramlások irányát, ezzel további anyagfelhalmozódást idézve elő saját felületükön. A két turzásnyelv egy idő után eléri a szigetet és azt a szárazföldhöz kapcsolván félszigetet hoznak létre. A turzások által a tengertől elzárt területen egy ún. holt lagúna keletkezik, amelynek vize fokozatosan kiédesedik, majd feltöltődik.
Ha a tomboló egy gyorsan pusztuló tengeri sziget hatására jön létre, akkor a sziget esetleges eltűnése után maga a tomboló is elenyészik, mivel a tomboló anyaga általában az abrázió szempontjából nem eléggé ellenálló.

## Példák
A tomboló megnevezés az olasz tombolo kifejezés magyarosításával került át a magyar földrajzi nyelvbe. A turzásoknak ez a fajtája a világ majd' minden tagolt tengerpartján megtalálható. Európában a leghíresebb a franciaországi Giens-félsziget, illetve az olaszországi Monte Argentario.
Magyarországon egyetlen vízfelület elég nagy egy ilyen forma kifejlődéséhez: a Balaton part menti üledékáramlásait a középkor elején még szigetként ábrázolt Tihany vulkanikus tömbje befolyásolja. Napjainkra a szigetet egy tomboló kapcsolta össze az Északi-parttal: az Aszófő és Sajkod közötti egykori lagúna napjainkra teljesen feltöltődött. Meg kell jegyeznünk azonban, hogy Tihany mai félsziget jellegének kialakulásához a Balaton korábbinál lényegesen alacsonyabb vízszintje, továbbá az Északi-partnak a délitől eltérő kiemelkedési üteme is hozzájárult.
Emellett említésre méltó, hogy a szántódi révet is magába foglaló, háromszög alakú, félszigetszerűen a tóba nyúló alakzat is hasonló okok miatt jön létre, azonban ez nem tomboló, hanem turzásháromszög, és Tihannyal azért nem kötődik össze (tehát nem válik tombolóvá), mert a szorosban kialakuló áramlások (pl. a Balaton hossztengelyében kialakuló vízlengés) elmossák az esetlegesen lerakodó üledéket.